# Ethniki Organosis Neoleas

Das Emblem der EON.

Die Fahne der EON.

Ethnikí Organosis Neoleas (griechisch Εθνική Οργάνωσις Νεολαίας, ΕΟΝ) war eine Jugendorganisation im Königreich Griechenland während der Diktatur von Ioannis Metaxas (1936–1941).

## Gründung
Die EON (Ethniki Orgánosis Neoléas, deutsch: ‚Nationale Organisation der Jugend‘) wurde am 7. November 1936 mit dem von König Georg II. von Griechenland erlassenen Gründungsgesetz der Nationalen Organisation der Jugend, E.O.N. ins Leben gerufen.

## Programmatik
Das erklärte Ziel der Organisation bestand darin, die griechische Jugend „geistig und körperlich zu fördern, ihre nationale Anschauung und ihr religiöses Gefühl zu entwickeln und den Geist der sozialen Solidarität in ihr zu stärken“.  Die Organisation konkurrierte mit den Pfadfindern und anderen Jugendorganisationen, wie etwa einer des Königshauses oder betrieblichen Jugendorganisationen. Programmatisch bestanden kaum Unterschiede: Ausflüge, Zeltlager, Filmabende, sportliche Veranstaltungen usw. Die EON sah diese Tätigkeiten jedoch im Kontext der Erschaffung eines neuen sozialen Menschen, der seine Anerkennung weniger in der Selbstverwirklichung als vielmehr in der Bestätigung durch das Kollektiv sah.
Ein wesentlicher Unterschied zu den faschistischen Jugendorganisationen in Deutschland, Italien, Spanien und Portugal bestand darin, dass die EON keine Wehrertüchtigung betrieb und keine militaristischen Ziele verfolgte, sollte den „kämpferischen Menschen“ schaffen wollte „bestimmt für den Kampf, für jede Art von Kampf“. Die EON und die Metaxas-Diktatur als solche werden gelegentlich als faschistisch eingestuft.

## Bündelung der Jugendorganisationen
1939 wurden alle anderen Jugendorganisationen im Land der EON als Dachverband unterstellt und die Organisation der schulischen Verwaltung unterstellt. Alle anderen bis dahin auf griechischem Boden tätigen Jugendorganisationen wurden aufgelöst (zuletzt 1940 die Pfadfinder).
Die Zentraldirektion saß bis 1939 in Athen in einem Haus am Syntagma-Platz über den Büros der Deutschen Lufthansa und unter dem Warenlager eines Zeitschriftenverlags, ab 1940 in einem großen Gebäude in der Stadionstraße, das ausschließlich von der Jugendorganisation belegt war. Die Finanzierung erfolgte durch staatliche Zuwendungen, Spenden und Mitgliedsbeiträge, die praktische Arbeit fußte zu großen Teilen auf ehrenamtlicher Mitarbeit der regelmäßig geschulten Führer, die nur in begründeten Ausnahmefällen Gehälter erhielten.

## Mitgliederentwicklung
Anfang August 1940 meldete die Athener Zentralleitung der Organisation eine Mitgliederzahl von 1,2 Millionen, was knapp 50 % aller griechischen Jugendlichen entsprach. Schon Anfang 1940 hatte jedes griechische Dorf ein eigenes EON-Haus. Zu den prominenten Mitgliedern der Organisation zählten mehrere Angehörige des griechischen Königshauses, unter ihnen der damalige Kronprinz Paul, der der EON zeitweise vorstand.
Die Mitgliedschaft war nicht zwingend, aber das Metaxas-Regime warb nachdrücklich und erfolgreich landesweit und band Lehrer und andere Staatsdiener aktiv in die Rekrutierung neuer Mitglieder ein. Auch vor Einschüchterung und Terror machte man nicht Halt; die Überwachung der Mitgliedschaft oblag den lokalen Polizeistellen.
Das offizielle Organ der EON war Die Jugend (griechisch Η Νεολαία), die ab 1938 monatlich erschien und 1939 bereits eine Auflage von 70.000 Exemplaren erreicht hatte.

## Gliederung
Die EON war analog zu den faschistischen Jugendorganisationen in Deutschland, Italien, Spanien und Portugal nach Alter und Geschlecht der Jugendlichen untergliedert: Jugendliche von 10 bis 13 Jahren waren ‚Skapanis‘ (griechisch σκαπανείς, Pioniere) und Jugendliche von 13 bis 25 Jahren ‚Falangites‘ (Φαλαγγίτες, Falangisten).
Der EON waren ein selbständiger Verband für die studierende Jugend und ein freiwilliger Arbeitsdienst angegliedert. Mit der Leitung der Organisation hatte Metaxas im Winter 1937 Alexandros Kanellopoulos (Αλέξανδρος Κανελλόπουλος, 1913–1983), den ihm ergebenen Sohn eines der größten griechischen Industriellen beauftragt, der vor dem Putsch vom 4. August 1936 bereits Führer der rechtsgerichteten Hochschuljugend war und über Kontakte zu deutschen Faschisten verfügte; die weibliche Jugend wurde von der Tochter des Ministerpräsidenten geführt.
Obwohl das Metaxa-Regimes die Diskriminierung von religiösen Minderheiten bekämpfte und antisemitische Propaganda bestrafte, waren Juden zu der Jugendorganisation nicht zugelassen, wenngleich sie leitende Positionen in Verwaltung und Militär belegen konnten.

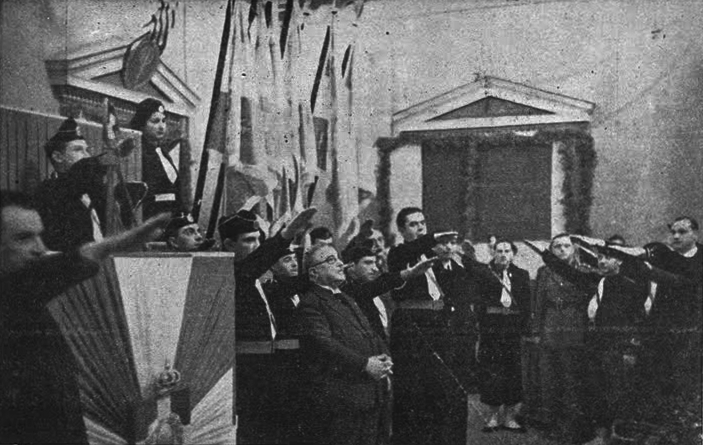
Angehörige der faschistischen Jugendorganisation EON huldigen Ioannis Metaxas (Mitte, ohne erhobenen Arm) mit dem faschistischen Gruß (1938)

## Symbole und Rituale
Das Emblem der Organisation war die von Lorbeerzweigen umrahmte minoische Doppelaxt unter einer Königskrone. Es fand auf der Flagge und den Kopfbedeckungen Verwendung sowie auf dem Abzeichen, das in Bronze (einfaches Mitglied), Silber (höherer Führer) und Gold (höchster Führer) verliehen wurde. Das Motto der Organisation lautete „Ein Volk, ein König, ein Führer, eine Jugend“, das Fahnenlied hieß: „Empros! Empros!“ (Vorwärts! Vorwärts!) Alle Mitglieder leisteten den „Eid der neuen griechischen Jugend“. Die Mitglieder beiderlei Geschlechts trugen eine dunkelblaue Uniform und weiße Krawatten.

## Nach dem Tod von Metaxas
Während des Bürgerkriegs wurde die EON für die konservativen Kräfte eingespannt. Die Jugendorganisation existierte in ihrer Ursprungsform als politische Jugendorganisation bis etwa 1960 weiter. Die griechische Junta, welche das Metaxas-Regime als Vorbild gebrauchte, gründete die Organisation „Alkimon“ als Jugendorganisation, welche jedoch eindeutig paramilitärische Ziele hatte.